# Anna Lee Fisher
Anna Lee Fisher (Nova York, 24 d'agost de 1949) és una química, metgessa d'urgències i astronauta estatunidenca de la NASA. Durant la seva carrera en la NASA va participar en tres programes principals: el transbordador espacial, l'estació espacial internacional i el projecte Orió.

## Biografia
Anna Fisher va néixer a la ciutat de Nova York i va créixer a San Pedro (Los Angeles), Califòrnia. Es va graduar el 1967 a la San Pedro High School. Va obtenir el graduat en química el 1971 per la Universitat de Califòrnia a Los Angeles (UCLA). Es va quedar a la UCLA i va començar a l'escola de postgrau en química en el camp dels estudis de cristal·lografia de raigs X de metalocarbonans. L'any següent es va mudar a la Facultat de Medicina de la UCLA, on va rebre el seu títol com a doctora en medicina el 1976. El 1977 va completar el seu internat a l'Hospital General Harbor, a Torrance, Califòrnia. Va optar per especialitzar-se en medicina d'emergència i va treballar en diversos hospitals de l'àrea de Los Angeles. Més tard va tornar a l'escola de postgrau i va rebre un màster en química per la UCLA el 1987. Es va casar casada amb el seu col·lega astronauta Bill Fisher, i és mare de dos fills, a més de la primera mare a l'espai el 1984.

## Carrera a la NASA
Va ser seleccionada com a candidata a astronauta el gener de 1978. L'agost de 1979, va completar el seu període d'entrenament i avaluació, la qual cosa la va capacitar per ser assignada com a especialista de missió en les tripulacions de vol del transbordador espacial.
Seguint el programa d'entrenament bàsic d'un any, les primeres assignacions de la NASA de Fisher, abans de la STS-1 i la STS-4, van incloure diverses activitats, com el desenvolupament i les proves del Sistema de manipulació remota (RMS) de Canadarm, comunament denominat "braç robòtic" del transbordador. El desenvolupament i la prova dels procediments de la caminada espacial de contingència de la porta de càrrega, el vestit espacial extra petit i els procediments de reparació de contingència; Verificació de programari de vol en el Laboratori d'Integració d'Aviònica de Shuttle (SAIL) i va servir com a avaluadora de la tripulació per a verificació i proves de desenvolupament per la STS-2, la STS-3 i la STS-4.

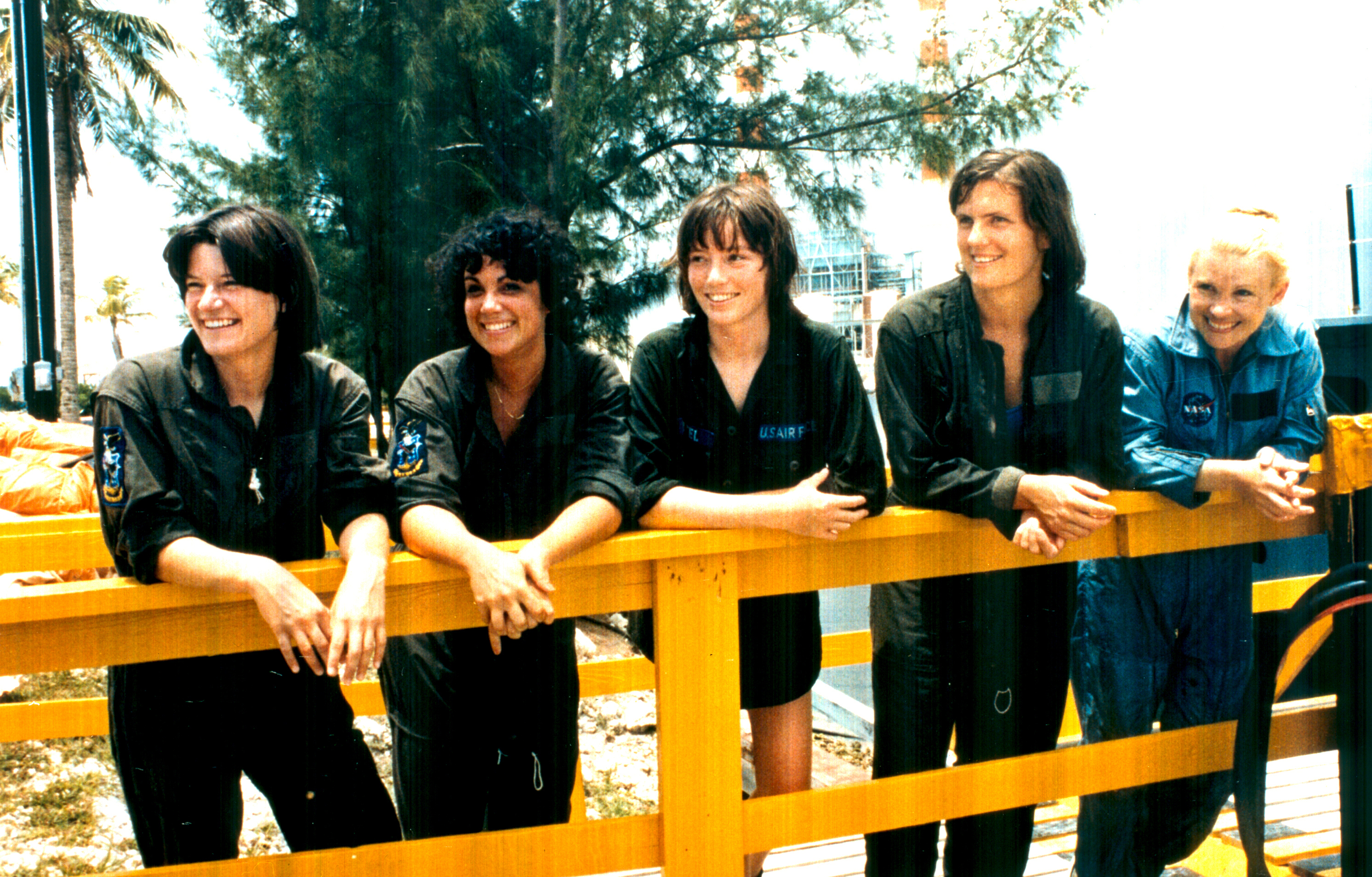
Primer grup d'astronautes femenines. D'esquerra a dreta Sally Ride, Judith A. Resnik, Anna L. Fisher, Kathryn D. Sullivan i Margaret Rhea Seddon

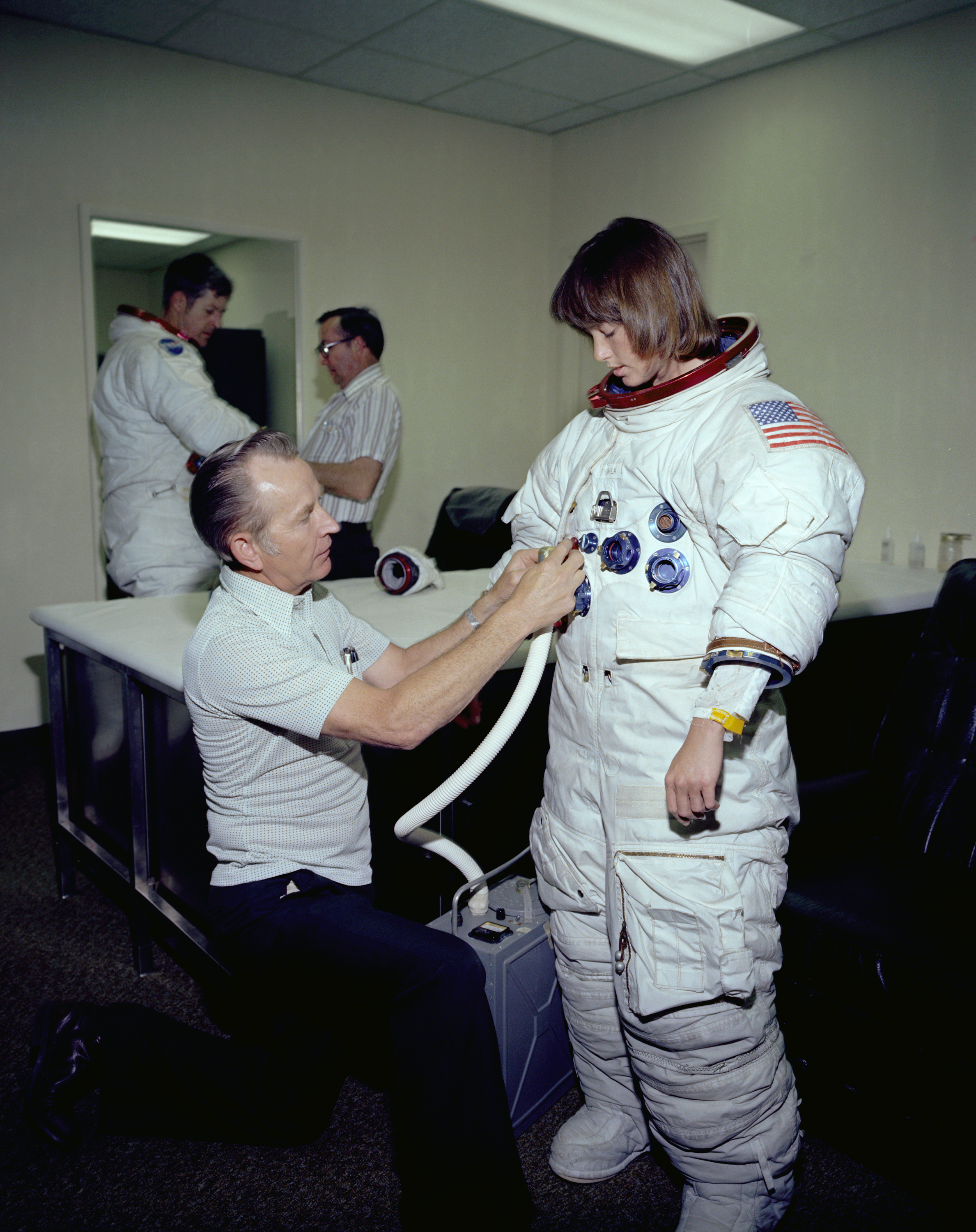
Anna Lee sent vestida pel Dr. Joseph P. Kerwin amb el vestit espacial de la NASA

Per la STS-5 i la STS-7, va recolzar les proves integrades de vehicles i proves de càrrega útil al Centre Espacial Kennedy. A més, Fisher va recolzar cada llançament i aterratge de la Prova de vol orbital (STS 1-4) com a metge en els helicòpters de rescat, i va proporcionar tant dades mèdiques com a operatius per al desenvolupament de procediments de rescat. Va ser la comunicadora de càpsula (CAPCOM) per la STS-9.
Finalment volaria a la fi de 1984 a la STS-51-A, a bord del Discovery. La missió va desplegar dos satèl·lits i va recuperar altres dos perquè els seus motors PAM kick no van poder encendre's.
Va ser assignada com a especialista de missió en la STS-61-H, abans del desastre del transbordador espacial Challenger. Després de l'accident, va treballar com a delegada de la Sotsdirecció de Desenvolupament de Missió de l'Oficina d'Astronautes i com a representant de l'oficina d'astronautes per a l'arxiu de dades de vol. En aquest lloc es va exercir com a representant de la tripulació en la Junta de Canvi de Procediments de la Tripulació. Va servir en el Astronaut Selection Board per a la classe d'astronautes de 1987. També va treballar en l'Oficina de Suport de l'Estació Espacial, on va treballar a temps parcial en la Divisió d'Operacions de l'Estació Espacial. Va ser la representant de la quadrilla, donant suport al desenvolupament de l'estació espacial a les àrees de capacitació, conceptes d'operacions i les instal·lacions de manteniment de la salut.
Va tenir dues filles amb el seu marit i company William Frederick Fisher, Kristin Anne, nascuda el 29 de juliol de 1983 i Kara Lynne, nascuda el 10 de gener de 1989. De 1988 a 1996, es va prendre un permís estès de la NASA per criar a les seves filles.
Quan va tornar per primera vegada a l'Oficina d'Astronautes, va ser assignada a la Branca de Planificació d'Operacions per treballar en els procediments i problemes de capacitació en suport de l'Estació Espacial Internacional. Va servir com a cap de la Branca de Planificació d'Operacions des de juny de 1997 fins a juny de 1998. Després d'una reorganització de l'oficina d'Astronautes, va ser assignada com a Adjunta per a operacions i entrenament de la Divisió de l'Estació Espacial de juny de 1998 a juny de 1999. En aquest lloc era la responsable de supervisar les entrades de l'Oficina de l'Astronauta al Programa de l'Estació Espacial en qüestions relacionades amb les operacions, els procediments i la capacitació per a l'ISS.
Més tard va exercir com a cap de la Divisió de l'Estació Espacial de l'Oficina d'Astronautes amb la responsabilitat de supervisió de 40-50 astronautes i enginyers de suport. En aquest lloc va coordinar totes les entrades d'astronautes a l'Oficina del Programa de l'Estació Espacial en qüestions relacionades amb el disseny, desenvolupament i prova del maquinari de l'estació espacial. A més, va coordinar totes les entrades d'Astronaut Office a les operacions, els procediments i la capacitació de l'Estació Espacial i va treballar amb els Socis Internacionals per negociar els requisits de disseny i estàndards comuns per a pantalles i procediments. També es va exercir com a representant de l'Oficina d'Astronautes en nombroses Juntes de Programes de l'Estació Espacial i Juntes Multilaterals. Posteriorment, va ser assignada a la Sucursal de transbordadors i va treballar assignacions tècniques en aquesta branca.
El 2012 va fer una breu anunci durant l'aterratge del transbordador espacial Discovery en l'aeroport Dulles de Washington, quan estava sent retirat a la Institució Smithsonian, va aconsellar a un aspirant a astronauta que "estudiés rus". Almenys un comentarista va suggerir que això era una crítica a la falta de fons del govern dels Estats Units per al programa espacial.

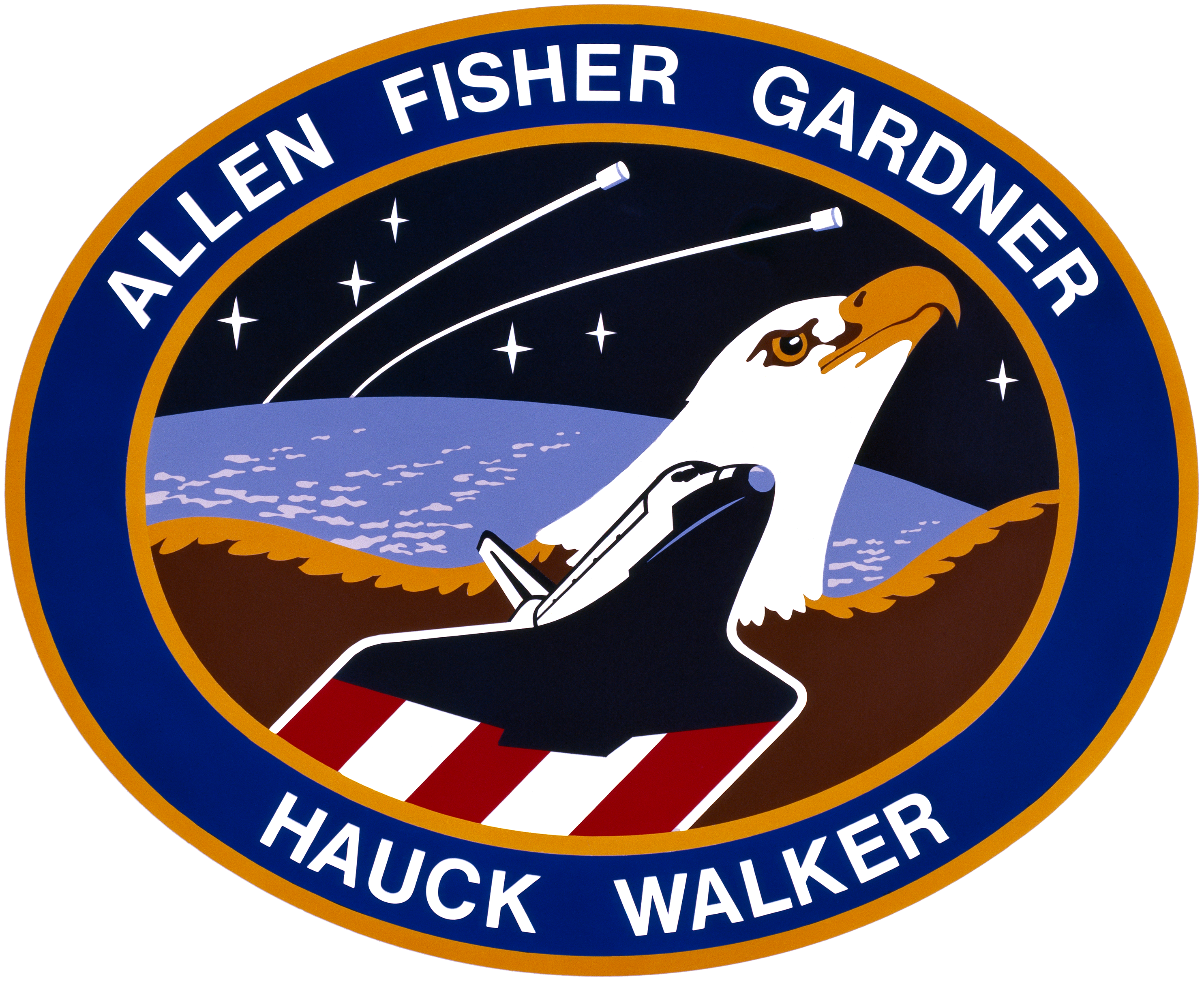
Missió STS-51-A

Com a astronauta gerent, va treballar en conjunt per a les divisions de Comunicacions i Exploració de Càpsules de la NASA, treballant com a comunicadora CAPCOM i en desenvolupament de visualització per al projecte Orió fins a la seva jubilació a l'abril de 2017.

### STS-51-A
La STS-51-A, Discovery, del 8 al 16 de novembre de 1984, va partir des del Centre espacial John F. Kennedy i va tornar al mateix. En aquesta missió Fisher va volar com a especialista de missió. Va estar acompanyada per Frederick Hauck, el comandant de la nau espacial, David Walker, com a pilot i els seus companys especialistes en missions, el Joseph Allen i Dale Gardner. Amb la finalització del seu vol, Fisher va registrar un total de 192 hores a l'espai. I va marcar una fita a l'ésser la primera dona i mare a volar a l'espai.

## En la cultura popular
Com a astronauta, abans i després de les seves assignacions de vol, va fer una sèrie d'aparicions públiques per any. Entre aquestes s'inclouen els deures oficials: Fisher va parlar amb els visitants a la casa oberta del 22 de setembre de 2012 del Centre de Recerca Langley de la NASA.
Entre ells s'inclouen els deures semioficials, com quan va ser una convidada especial en la 95a edició d'Indianapolis 500 el 24 de maig de 2015. També va realitzar aparicions relacionades amb la novetat de ser una de les sis dones originalment seleccionades per la NASA. Ella i l'astronauta Bill Fisher van aparèixer amb la seva filla Kristin en un segment d'agost de 1983 de Good Morning America.
Fora de la publicitat que fa ella mateixa, la seva imatge ha estat àmpliament compartida a Internet i s'ha utilitzat en diverses promocions i art tribut. Una fotografia en particular s'ha convertit en icònica. El fotògraf John Bryson va prendre una sèrie de fotos de Fisher amb un casc i vestit espacial. Una de les preses de la sèrie, en la qual està més allunyada de la càmera (gairebé en perfil complet), s'ha publicat, compartit i tornat a publicar sovint a les xarxes socials, inclosos Tumblr i ffffound.com. La imatge s'ha utilitzat des de llavors per promocionar les bandes Muse, MGMT, Incubus, The Arctic Monkeys, Max & Harvey, i The Moth & The Flame. La cantant britànica Kate Bush també usa un casc espacial i una posi similar en el seu video de 1991 per a la cançó Rocket Man.